# Drosophila peruviana
Drosophila peruviana är en tvåvingeart som beskrevs av Oswald Duda 1927. Drosophila peruviana ingår i släktet Drosophila och familjen daggflugor.
Artens utbredningsområde är Peru och Brasilien.